# Shkopet-Stausee
Der Shkopet-Stausee (oder auch Shkopeti-See, albanisch Liqeni i Shkopetit) ist ein Stausee in Albanien. Der Damm staut den Mat, den sechstlängsten Fluss des Landes, auf einer Meereshöhe von 102 Metern und befindet sich flussaufwärts beim Ort Shkopet. Der Stausee liegt vollständig in der Gemeinde Mat (Qark Dibra) im Bergland nördlich der Hauptstadt Tirana, die etwa 35 Kilometer entfernt ist (Luftlinie).

## See
Der sich in einem engen Tal langziehende Shkopet-Stausee hat eine Fläche von rund sechs Quadratkilometern. Er ist etwa neun Kilometer lang und erstreckt sich bis zum Damm des Stausees Ulza, der obersten Talsperre am Mat. Der See ist maximal 250 Meter breit. Er hat ein Volumen von rund 14 Millionen Kubikmeter.
Die SH 6 folgt dem Lauf des Sees von Milot kommend und führt weiter nach Burrel.

## Staudamm und Kraftwerk

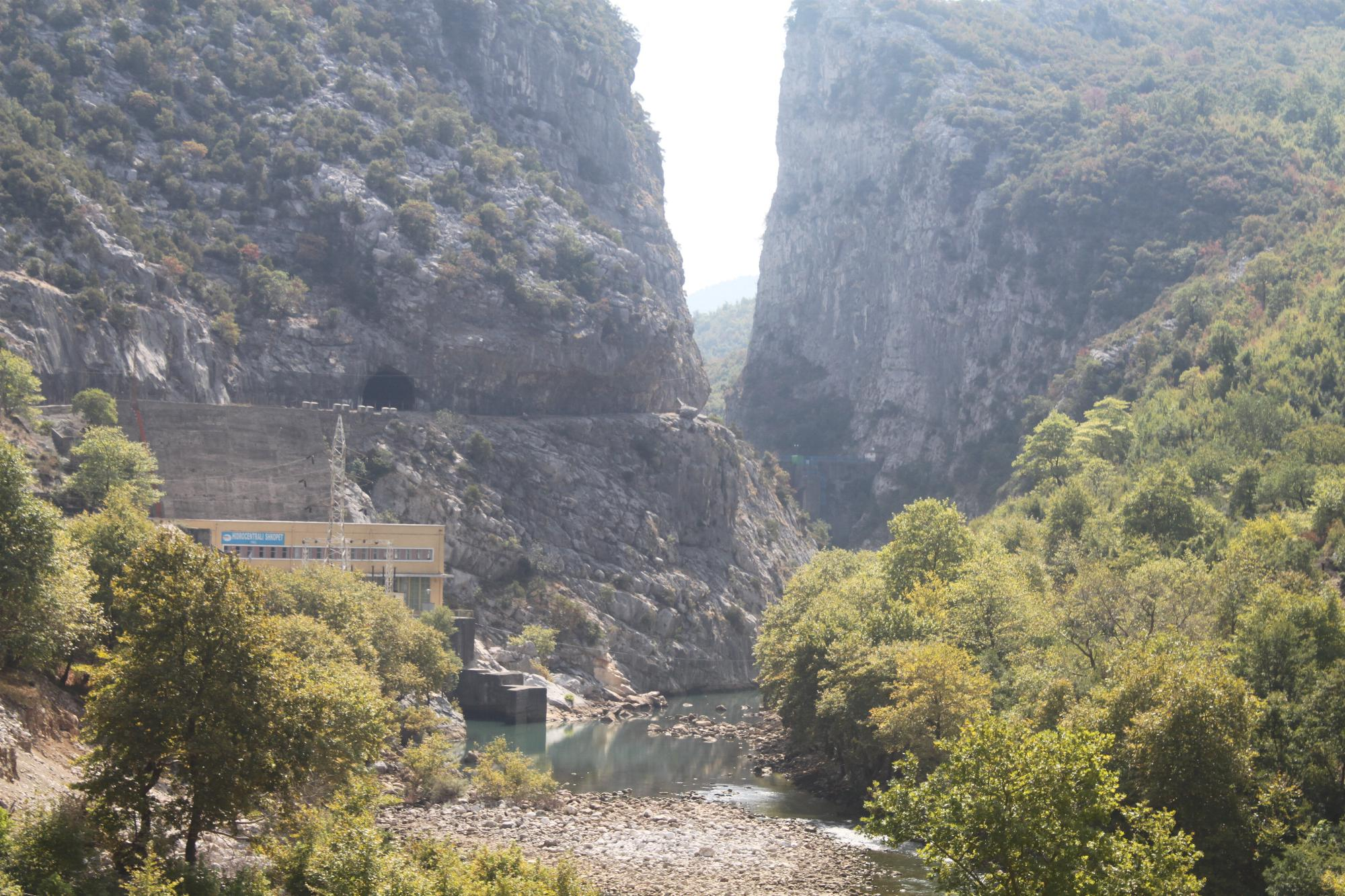
Maschinenhaus des Wasserkraftwerks Shkopet

Die Bogenstaumauer von Shkopet ist 53 Meter hoch und 90 Meter lang. Sie schließt eine enge Schlucht zwischen hohen Felswänden. Das Kraftwerk, erbaut mit sowjetischer Hilfe, wurde 1963 in Betrieb genommen, sechs Jahre nach dem Ulza-Staudamm. Der ursprüngliche Name lautete Hidrocentrali Frederik Engels – die Anlage war also nach Friedrich Engels benannt.
Das Wasserkraftwerk besitzt zwei Kaplan-Turbinen mit je 24 Megawatt Leistung in einem Maschinenhaus, das sich etwa 250 Meter unterhalb des Dammes am Ende der engen Schlucht befindet. Die Fallhöhe beträgt 35 Meter.
Anfang des 21. Jahrhunderts wurde das Kraftwerk mit internationaler, vor allem österreichischer Unterstützung erneuert.
Am 9. Januar 2013 erklärte das Wirtschaftsministerium die türkische Kürüm Holding zur Gewinnerin der Ausschreibung, die seit Dezember 2012 lief. Das Unternehmen kauft die vier Wasserkraftwerke von Shkopet, Ulza, Bistrica 1 und Bistrica 2 zu einem Wert von 109,5 Millionen Euro.